# Igreja Matriz de São Sebastião Mártir
A Igreja Matriz de São Sebastião Mártir é um templo católico localizada na cidade de Venâncio Aires, no Rio Grande do Sul, no Brasil. É o principal monumento da cidade. Homenageia o padroeiro do município, São Sebastião. Seu arquiteto foi o alemão Simão Gramlich, em 1927. Hoje, ela é considerada a segunda maior igreja em estilo neogótico da América Latina.
A igreja faz parte da rota turística religiosa regional e também esta em processo de tombamento pelo valor histórico e cultural.